# Det generøse menneske
Det generøse menneske er en populærvidenskabelig bog af Tor Nørretranders, der beskriver den evolutionære oprindelse til menneskets moralske og altruistiske adfærd. Bogen  tager afsæt i biologisk forskning, men bevæger sig også i spændingsfeltet mellem forskellige videnskabelige discipliner, heriblandt spilteori, evolutionær psykologi, økonomi og antropologi.
Bogen udgivet i 2002 af forlaget People's Press og var en af de første bøger til at blive markedsført via tv-reklamer.
Det generøse menneske er oversat til engelsk, med titlen "The Generous Man".
| Bog | Spire Denne artikel om bøger og tidsskrifter er en spire som bør udbygges. Du er velkommen til at hjælpe Wikipedia ved at udvide den. |